# Református templom (Kecskemét)
A kecskeméti református templom a város református hitéletének központja, a Belváros egyik meghatározó épülete.

## Története
A kecskeméti Szent Miklós-templomot 1540-től 1564-ig a katolikusok és a reformátusok közösen használták, de egy megállapodás szerint a kálvinistáknak végül ki kellett költözniük. Ezután először egy fatemplomot emeltek, amely a 1678. október 17-én tűzvész martaléka lett. Ezután jelölték ki a mai templom helyét, majd küldöttséget menesztettek Konstantinápolyba, ugyanis a török hódoltság területén nem engedélyezték a kőtemplomok építését Végül, Magyarországon egyedülálló módon, a kecskeméti gyülekezetnek sikerült a török hatóságokkal megegyeznie, de ez a helyieknek 669 aranyába került.
Az építkezés 1680-ban kezdődött, és négy év múlva már fel is szentelhették a templomot. A belső tér gazdagon volt díszítve, de a későbbi átalakítások során lemeszelték. Ennek emlékét ma egy színes oszlopfő őrzi. Az épület kezdetben gót és késői reneszánsz stílusjegyeket viselt, de mikor a 18. század végén kéthajóssá bővítették, a tornyát már barokk stílusban magasították meg, 53 méteres magasságig. A templom a copf stílusú kapuzatok kialakításával nyerte el mai formáját. 1911. július 8-án súlyos földrengés rongálta meg a város sok épületét, köztük ezt templomot is. A jelentős helyreállítási munkálatokat Uy Károly és Takáts László tervei alapján végezték. 1998-ban toronyórával gazdagodott az épület. A torony csúcsát toronygomb, csillag és zászló díszíti. Az épület jelentős részét futónövényzet borítja. A templomhoz reneszánsz jellegű bazársor kapcsolódik.
2019-20-ban a Dunamelléki református egyházkerület és a gyülekezet közös összefogásával a templom kívül-belül hatalmas felújításon esett át Vinczellér Zsolt kecskeméti építőművész tervei alapján.
Az épület mind idáig sajátos jegyét, a homlokzatot elfedő növényzetet állagvédelmi okok miatt el kellett távolítani, a felületét, és a fő párkányzatot újra kellett vakolni, festeni. A templom tetőszerkezetének jelentős részét statikai  gyengeségek miatt újra kellett építeni, elemeit kicserélni. Ezzel együtt az 1872-ben elhelyezett cserépfedés is elbontásra került, ehelyett korszerű, engóbozott, hódfarkú cserépfedés került a helyére (CREATON). Egyéb jellegzetessége, hogy a korábbi szignifikált cserepek helyett a templomtető timpanon felőli felületén, cserepekből kirakva megjelenik a felújítás évszáma (2019). Ezeken kívül az épület teljes vörösrézlemez bádogozását  (kivéve a templomtorony) lecserélték, amíg nem patinásodik, addig különleges fényjátékkal is megfesti a templom falait a tükröződő napsütés.
A templomtér építészeti felújítása a falfelületek, mellvédfalak, boltozatos mennyezet újrafestésében kimerül, eddig nem látott, vagy elfeledett érték került napvilágra. Az épület első karzatát tartó négyzet keresztmetszetű pillérek Tardosi vörös mészkő tömbökből épültek, melyet az akkori szemlélet eddig ismeretlen okokból levakolt és lefestett. Az oszlopokat cementfátyol eltávolító segítségével megtisztították, most ékes, visszafogott díszei a templomnak.
A belső térben sokkal nagyobb hangsúlyt kapott a gyülekezet igényeit kielégítő megújulás, és a modern pompa. A fűtés korszerűsítése, az erősáram hálózat felújítása, a világítás professzionális megtervezése mellett a hangosítás és vetítéstechnika, valamint a kommunikációs és videomegfigyelő rendszer kiépítése is szerepet kapott. Elektronikai rendszer működteti az ablakok nyitását, csukását, szabályozható fénytechnikai eszközök, előre beállított világításképekkel, hasonlóképpen a hangosításhoz, ahol professzionális JBL rendszer szórja a hangot a templom legeldugottabb pontjába is.
Generál Tervező: Colorblokk Kft. / Vinczellér Zsolt építőművész
Generál kivitelező: Építő Simon Kft.

## Harangok
A templomnak négy harangja van:
- Rákóczi-harang (I. Rákóczi György protestáns, erdélyi fejedelem ajándéka), 1856-ban egy másik, kisebb  haranggal össze kellett olvasztani, azóta gyakran használatos neve a „hangos Öre” 2000 kg - C1 - Schaudt András Pest - 1856
- Szappanos-harang: 980 kg - F1 - Gombos Lajos Őrbottyán - 1984
- Koháryszentlőrinci harang: 560 kg - G1 - Gombos Lajos Őrbottyán - 1971
- Kisharang: 74 kg - A2 - Walser Ferenc Budapest - 1879

### Harangozási rend
A reggeli Áhítatokra csak a Szappanos harang szól 7.10-7.15 között. Vasárnap reggel 8.55-9.00 között, 10.55-11.00 között és este  16.55-17.00 között a Rákóczi+Szappanos+Koháryszentlőrinci harangok szólnak. Temetés napján ha férfi halt meg akkor a Rákóczi ha nő halt meg akkor a Szappanos harang szól. Ha konfirmált volt akkor 3 ha nem akkor 2 verset. Ezután a templomból mind a 4 harang hallható 5 percen át. Majd amikor a gyásznép elindul a sírhoz, ismét mind a 4 harang szól 8 percig.

## Istentiszteletek
Iskolai szorgalmi időben hétfőn, kedden és pénteken reggel 7:15-től reggeli áhítat.
Vasárnap: 9:00-tól, 11:00-tól (Családi istentisztelet), 17:00-tól istentisztelet, iskolai szorgalmi időben ifjúsági istentisztelet ("KERT" = Könnyűzenés Esti Református Találkozó)

## Képek a templomról

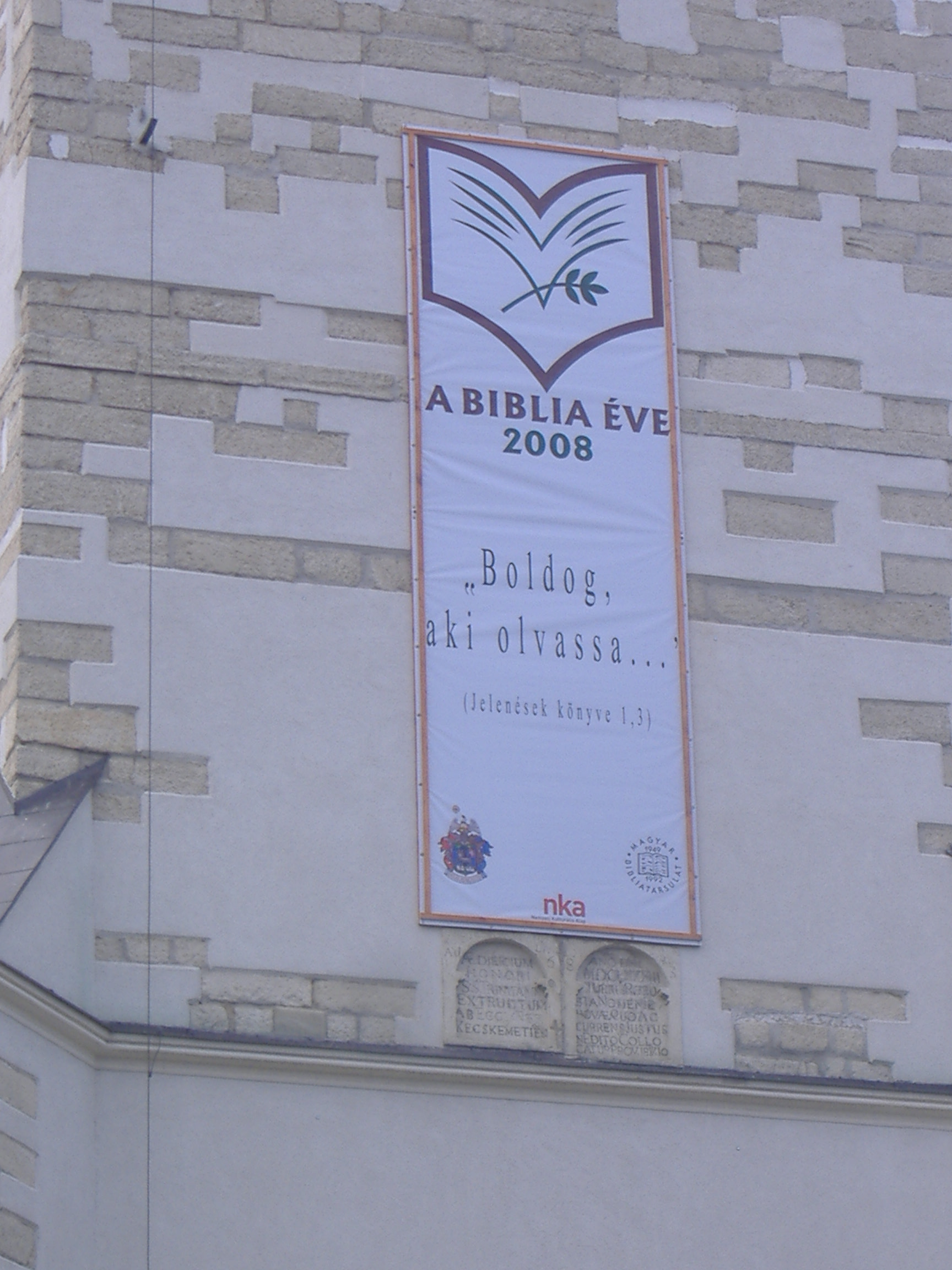
A Biblia évét hirdető plakát a Református templom falán
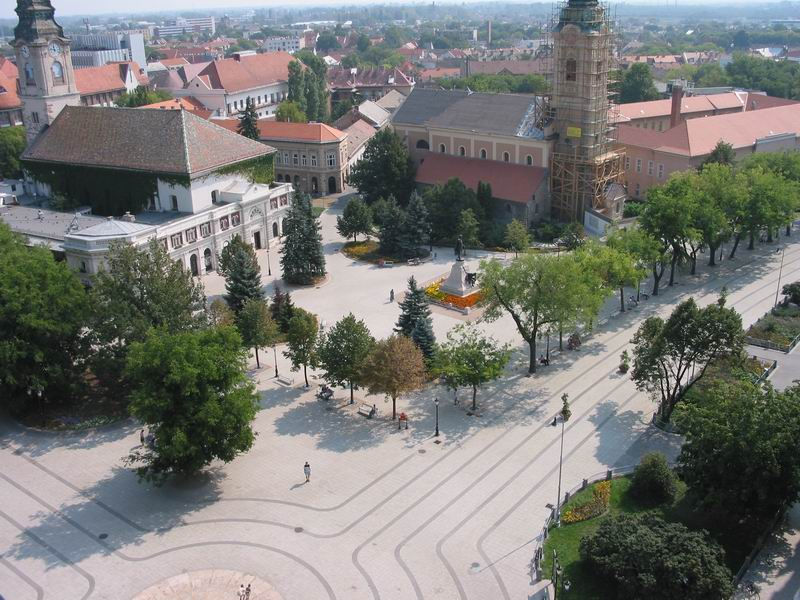
Kecskemét Főtere a Nagytemplom tornyából, bal oldalon látható a Református templom
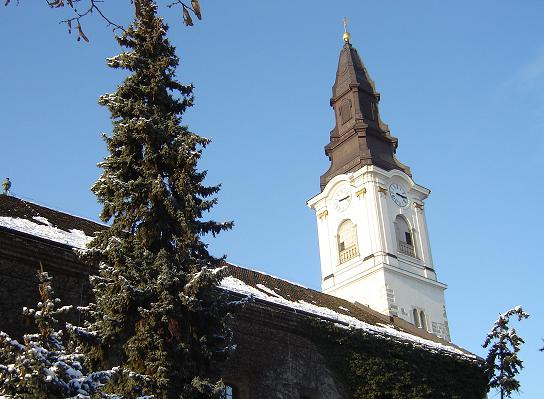
A református templom télen

## Külső hivatkozások
- A Kecskeméti Református Egyházközség honlapja
- gömbpanoráma-fotó a templom belsejéről
- „Ahol a harangjaink laknak” - látogatás a Kecskeméti Református Templom tornyában